# Norwegian Spirit (schip, 1998)
De Norwegian Spirit is een cruiseschip van Norwegian Cruise Line en was oorspronkelijk gebouwd voor de rederij Star Cruises, de andere rederij van dezelfde cruiseholding, voor cruises vanuit Singapore.
In 2004 verhuisde het schip naar Norwegian Cruise Line en werd volledig aangepast. Het schip heeft verschillende aspecten overgenomen van andere vakantiebestemmingen. De lobby is een kopie van het Hyatt Hotel in Hong Kong met 3 glazen liften en is hiermee het hart van de 2 dekken. Van de Observation Lounge kan men met een draaitrap naar een ruimte afdalen, vlak achter de brug. Hier kunnen passagiers ongestoord meekijken hoe de kapitein en zijn officieren hun werk doen. Zoals elk NCL-schip is er een groot aantal restaurants. Het schip heeft een tonnage van 75.338 en heeft een lengte van 268 meter. Het schip is 32,2 meter breed en beschikt over 10 dekken. Op het schip werken 965 bemanningsleden, die onder andere de kajuiten opmaken voor 1.996 passagiers. De passagiers kunnen dineren in 6 restaurants. Op het schip zijn 2 zwembaden aanwezig.